# Roman Hanák
Roman Hanák (* 30. července 1984 Vyškov) je český politik, v letech 2012 až 2021 zastupitel Jihomoravského kraje (v letech 2016 až 2020 také náměstek hejtmana), v letech 2006 až 2014 místostarosta Kobeřic u Brna, od roku 2014 starosta této obce.

## Studium
Po ukončení studia na Střední průmyslové škole strojní v Brně na Sokolské pracoval ve stavebnictví, v roce 2013 získal bakalářský titul z práva.

## Veřejné působení
V roce 2005 vstoupil do České strany sociálně demokratické (od roku 2023 Sociální demokracie). Od roku 2006 je členem Zastupitelstva obce Kobeřice u Brna, v letech 2006 až 2014 vykonával funkci místostarosty, po komunálních volbách v roce 2014 byl zvolen starostou obce.
Na ustavujícím zasedání jihomoravského krajského zastupitelstva v listopadu 2012 byl zvolen předsedou Finančního výboru Zastupitelstva Jihomoravského kraje. V krajských volbách na podzim 2012 byl opět zvolen členem krajského zastupitelstva. Na konci roku 2015 byl zvolen předsedou KVV ČSSD Jihomoravského kraje. V této funkci setrval do listopadu 2017 (jeho nástupkyní ve funkci se stala Naděžda Křemečková).
V únoru 2016 se stal náměstkem hejtmana pro oblast dopravy a majetku, do té doby předsedal finančnímu výboru krajského zastupitelstva. Ve volbách v roce 2016 mandát krajského zastupitele obhájil. Byl zvolen statutárním náměstkem hejtmana s gescí pro oblast dopravy.
V krajských volbách v roce 2020 obhájil za ČSSD post krajského zastupitele. Nicméně v listopadu 2020 skončil ve funkci náměstka hejtmana a v roce 2021 rezignoval i na post krajského zastupitele, jelikož se od listopadu 2021 stal ředitelem Správy a údržby silnic Jihomoravského kraje.
V červnu 2025 SOCDEM opustil kvůli jejímu vyjednávání o společné kandidatuře s hnutím Stačilo!.